# Büdös galambgomba
A büdös galambgomba (Russula foetens) az Agaricomycetes osztályának galambgomba-alkatúak (Russulales) rendjébe, ezen belül a galambgombafélék (Russulaceae) családjába tartozó fogyasztásra alkalmatlan gombafaja.

## Megjelenése
Nagyra növő gomba, lomb és fenyőerdőkben terem nyár végén és ősszel, sokszor egyedül, de leggyakrabban tömegesen. Kalapja színe sárgásbarna, ragacsos, kezdetben gömb alakban borul a tönkre, majd miközben nő, félgömb alakot vesz fel. Széle bordázott. Jellemző átmérője 5–12 cm.
Lemezei krémszínűek, vagy barnásan foltosak. Tönkje fehér, néha barna foltokkal, kemény, oszlopszerű. Jellemző magassága 5–10 cm.
Húsa fehéres-barnás, pattanva törő, íze nyersen megkóstolva csípős, jellegzetes, rossz mellékízzel. Szaga a fiatal gombáknak nincs, az idősebbeknek kellemetlen, leginkább az égett olaj szagára emlékeztet.
Más galambgombafajjal nem téveszthető össze, a háztartásban rossz íze és kellemetlen szaga miatt nem lehet felhasználni, ha egy példány is a gombás ételbe kerül, elrontja az egész ételnek az ízét.